# Platform Initialization Specification
Platform Initialization Specification (PI Specification) (Спецификация инициализации платформы) — спецификация, утверждённая Unified EFI Forum. Данная спецификация описывает внутренние интерфейсы между различными частями прошивки компьютерной платформы; это обеспечивает большую совместимость (и как следствие — большее взаимодействие) между компонентами прошивки из разных источников (от разных производителей). Эта спецификация является скорее рекомендацией, а не требованием, и применяется совместно со спецификацией EFI.

## Актуальная версия
UEFI Platform Initialization Specification версия 1.1, выпущенная 22 февраля, 2008

## PI 1.1

### Отдельные выпуски
- Выпуск 1: Базовый интерфейс предынициализации EFI
- Выпуск 2: Базовый интерфейс окружения выполнения драйверов
- Выпуск 3: Общие элементы архитектуры
- Выпуск 4: Базовый интерфейс режима управления системой
- Выпуск 5: Стандарты